# Boroviće, Sjenica
Boroviće (izvirno srbsko Боровићe) je naselje v Srbiji, ki upravno spada pod Občino Sjenica; slednja pa je del Zlatiborskega upravnega okraja.

## Demografija
V naselju živi 45 polnoletnih prebivalcev, pri čemer je njihova povprečna starost 30,2 let (29,4 pri moških in 30,9 pri ženskah). Naselje ima 13 gospodinjstev, pri čemer je povprečno število članov na gospodinjstvo 5,62.
To naselje je, glede na rezultate popisa iz leta 2002, večinoma bošnjaško.
|  |

| Demografija | Demografija     | Demografija     |
| Leto        | Št. prebivalcev | Št. prebivalcev |
| ----------- | --------------- | --------------- |
|             |                 |                 |
|             |                 |                 |
|             |                 |                 |
|             |                 |                 |
| 1948        | 164             |                 |
| 1953        | 137             |                 |
| 1961        | 128             |                 |
| 1971        | 86              |                 |
| 1981        | 85              |                 |
| 1991        | 71              | 71              |
| 2002        | 78              | 73              |
|             |                 |                 |

| Etnična sestava po popisu iz leta 2002 | Etnična sestava po popisu iz leta 2002 | Etnična sestava po popisu iz leta 2002 | Etnična sestava po popisu iz leta 2002 | Etnična sestava po popisu iz leta 2002 |
| -------------------------------------- | -------------------------------------- | -------------------------------------- | -------------------------------------- | -------------------------------------- |
| Bošnjaki                               | Bošnjaki                               |                                        | 73                                     | 100,0%                                 |
| Neznano                                | Neznano                                |                                        | 0                                      | 0,0%                                   |